# فرودگاه کستر–مازامت
فرودگاه کستر–مازامت (به انگلیسی: Castres–Mazamet Airport) (به زبان بومی: Aéroport de Castres - Mazamet) یک فرودگاه همگانی با کد یاتا DCM است که یک باند فرود بتن دارد و طول باند آن ۱۸۲۵ متر است. این فرودگاه در شهر کستر کشور فرانسه قرار دارد و در ارتفاع ۲۳۹ متری از سطح دریا واقع شده‌است.

## شرکت‌های هواپیمایی و مقصدهای پروازی
| شرکت‌های هواپیمایی | مقصدهای پروازی     |
| ----------------- | ------------------ |
| هاپ!              | اورلی فصلی: ایبیزا |